# Chan Ramat Jiszaj
Chan Ramat Jiszaj (hebr. חאן רמת ישי) – karawanseraj zlokalizowany w miejscowości Ramat Jiszaj, na północy Izraela.

## Historia
Karawanseraj w arabskiej wiosce Jeida wybudowała rodzina Suersok z Libanu. Budowa trwała w latach 1896-1902, chociaż istnieją dowody, że budynek istniał już w 1799 roku. Karawanseraj obsługiwał kupców zaopatrujących robotników, którzy pracowali na ziemiach rodziny Suersok w Dolinie Jezreel.
W latach 1920-1923 tutejsze ziemie wykupiły żydowskie organizacje syjonistyczne, a w 1925 roku powstała dzisiejsza miejscowość Ramat Jiszaj. Pierwsi osadnicy mieszkali początkowo w tutejszym karawanseraju. Później powstała przy nim fabryka tkanin Emek ha-Tekstil. Podczas arabskiego powstania w Palestynie (1936–1939) karawanseraj służył jako miejsce schronienia żydowskich mieszkańców Ramat Jiszaj.
Karawanseraj znalazł się na współczesnym herbie Ramat Jiszaj.

## Architektura
Chan Ramat Jiszaj jest otwartym karawanserajem, w którym w przeszłości kupcy wyładowywali swoje towary na niewielkim wewnętrznym dziedzińcu. Dziedziniec jest ze wszystkich czterech stron otoczony trzykondygnacyjnym budynkiem. Został on wzniesiony z dużych bloków wapiennych. W kolejnych latach wielokrotnie był on przebudowywany i obecnie oczekuje na renowację.